# Bariumperxenat
Bariumperxenat ist ein anorganisches Salz aus der Gruppe der Perxenate. Konkret handelt es sich um das Bariumsalz der Perxenonsäure.

## Herstellung
Bariumperxenat kann aus einer Lösung von Xenat-Ionen hergestellt werden. Diese disproportionieren in Gegenwart von Bariumhydroxid, wobei Bariumperxenat ausfällt. Ebenfalls möglich ist Darstellung durch Ozonolyse von XeO3 im Metallhydroxid gewonnen.

## Eigenschaften und Reaktionen
Bariumperxenat liegt typischerweise als weißes Pulver mit 1,5 Molekülen Kristallwasser je Formeleinheit vor. Die Reaktion von Bariumperxenat mit konzentrierter Schwefelsäure ergibt Xenon(VIII)-oxid.
{\displaystyle {\ce {2 Ba2XeO6 + 2 H2SO4 -> 2 BaSO4 + XeO4 + 2 H2O}}}